# Aru

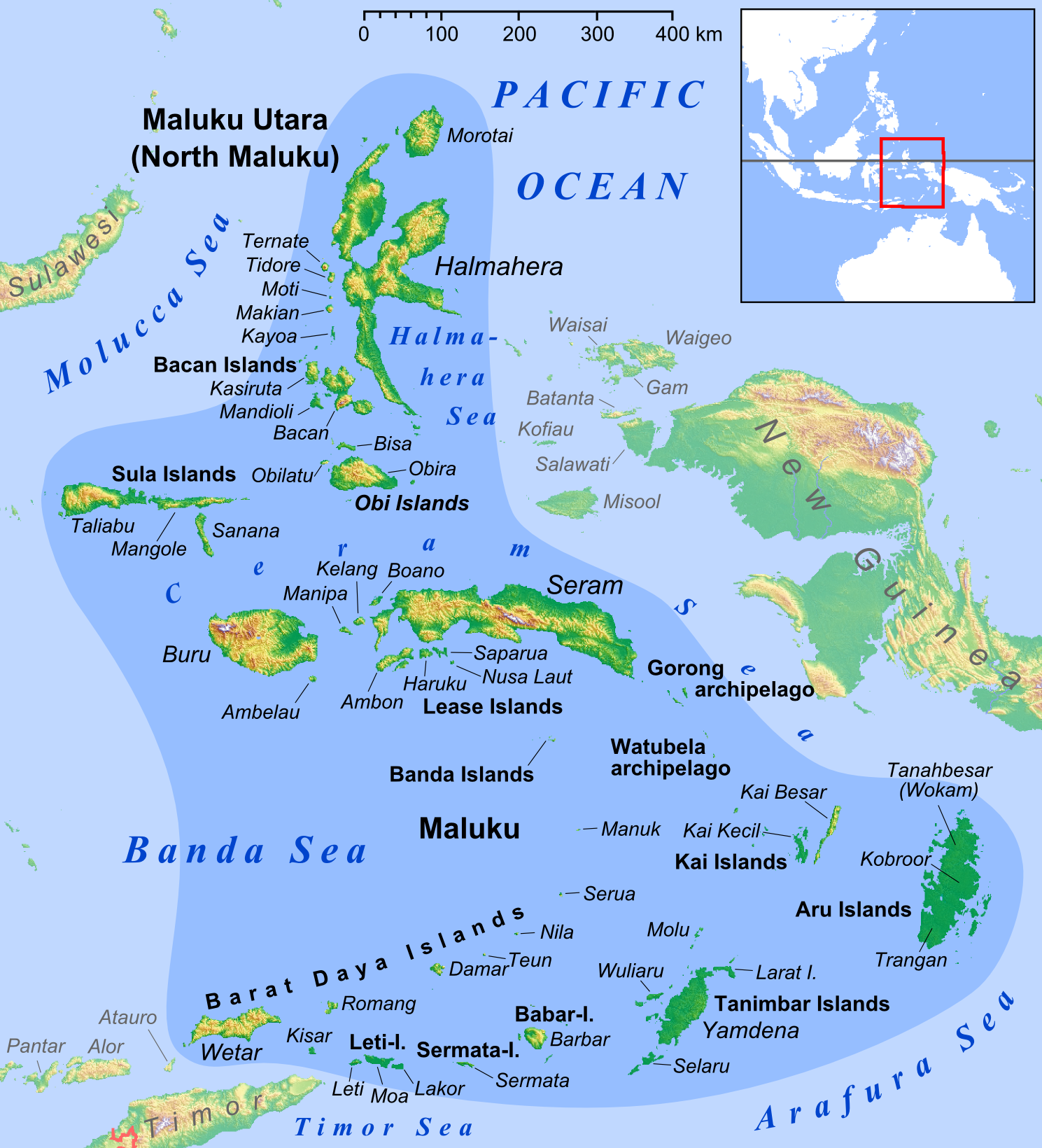
Illes Aru al sud-est de les Illes Maluku

Les Aru —també dites Aroe o Kepulauan Aru— són un arxipèlag format per illes baixes a la província Maluku de l'est d'Indonèsia. Formen una regència (regency) i una superfície total de 8.563 km². L'illa més gran és Tanahbesar (també anomenada Wokam). Aru està coberta de bosc tropical i subtropical humit amb sabana i manglars. Durant l'Edat de Gel estaven connectades amb Austràlia i Nova Guinea per un pont de terra. La flora i la fauna d'Aru pertanyen a l'ecozona Australàsia

## Administració
La regència està dividida en set districtes indonesis (kecamatan) (cens de 2010).
| Nom                | Nom en anglès     | Habitants Cens del 2010 |
| ------------------ | ----------------- | ----------------------- |
| Aru Selatan        | South Aru         | 8.694                   |
| Aru Selatan Timur  | Southeast Aru     | 4.714                   |
| Aru Tengah         | Central Aru       | 12.617                  |
| Aru Tengah Timur   | East Central Aru  | 4.315                   |
| Aru Tengah Selatan | South Central Aru | 5.086                   |
| Pulau-Pulau Aru    |                   | 36.604                  |
| Aru Utara          | North Aru         | 11.529                  |

## Demografia
Aquestes illes tenen 83.977 habitants (cens de 2010). La majoria dels indígenes estan mesclats entre malais i papús. Tenen 14 idiomes; barakai, batuley, dobel, karey, koba, kola, kompane, lola, lorang, manombai, mariri, east tarangan, west tarangan, i ujir els quals pertanyen al grup lingüístic malai-polinesi.

## Economia
La cria de perles és la major fonts d'ingressos d'aquestes illes.
Altres productes d'exportació inclouen el sago, cocos i tabac trepang (un cogombre de mar comestible i closques de tortuga.
Des de 2011 s'hi explota el petroli a uns 200 km d'aquestes illes per part de la companyia BP.

## Història
En l'època precolonial les Aru estaven relacionades amb les illes Banda i Bugis. Els primers europeus a visitar-les van ser els espanyols amb Álvaro de Saavedra el 12 de juny de 1528. Les illes van ser colonitzades pels holandesos des de l'any 1623. L'any 1857 el naturalista Alfred Russel Wallace visità aquestes illes.